# KSK Bree
Maillots
Dernière mise à jour : 4 août 2017.
Le Koninklijke Sportkring Bree est un club de football belge basé à Brée, une commune du nord-est de la province de Limbourg. Le club, porteur du matricule 2583, a évolué au cours de son Histoire durant 32 saisons dans les divisions nationales, dont 4 en troisième division, le plus haut niveau qu'il ait atteint. En 2017, il est absorbé dans une fusion avec son voisin du Groen Star Beek pour former le Groen Star Bree-Beek, en conservant le matricule 7314 de Beek.

## Histoire
Le Sportkring Bree est fondé le 23 août 1937. Il s'affilie à l'Union belge de football le 29 décembre 1937, et reçoit alors le matricule 2583. Le club est versé en troisième provinciale limbourgeoise, le plus bas niveau hiérarchique du football belge à cette époque. Après deux saisons, il monte au niveau supérieur, où il évolue jusqu'en 1966.
À partir de 1966, le club rejoint l'élite provinciale. Trois ans plus tard, il remporte le championnat, et est promu pour la première fois en Promotion, le quatrième et dernier niveau national. Après une bonne première saison conclue à la cinquième place, il termine dernier de sa série en 1971 et est relégué en première provinciale. Il n'y reste qu'une saison et remonte en nationales grâce à un nouveau titre. Le club termine deux saisons à quelques encablures de la première place, et finit par remporter le titre dans sa série en 1975. Pour la première fois de son Histoire, le SK Bree, dirigé par l'ancien international Guy Raskin, monte en Division 3.
Le club termine trois années de suite à la dixième place dans sa série. Une avant-dernière position en 1979 le condamne néanmoins à redescendre en Promotion, après quatre saisons consécutives en troisième division. Après cette relégation, le club ne parvient pas à jouer de nouveau le titre, se contentant d'une troisième place en 1982 comme meilleur classement. Finalement, quinzième de sa série en 1986, le club est renvoyé vers les séries provinciales limbourgeoises. Un an plus tard, il est reconnu « Société Royale », et change son appellation officielle en Koninklijke Sportkring Bree le 1er juillet 1987.
Le KSK Bree revient en Promotion six ans plus tard, en 1992. Il y joue cinq nouvelles saisons, jusqu'à ce qu'une dernière place en 1997 le renvoie une nouvelle fois en provinciales. Il retourne en Promotion en 2000 en remportant le tour final interprovincial, et dispute deux saisons de plus à ce niveau avant de quitter les séries nationales. Deux ans plus tard, le club, champion provincial, y remonte pour une période de trois ans. Relégué en 2007, il remporte un cinquième titre provincial en 2009, lui permettant de revenir en Promotion. Quatrième en 2011, il loupe de peu une qualification pour le tour final pour la montée en Division 3. Il l'obtient douze mois plus tard, en terminant à la même place, les vainqueurs de tranche, Neerpelt et Cappellen, ayant terminé aux deux premières places. Le club y est éliminé au premier tour par le FC Charleroi, et reste donc en Promotion pour la saison suivante. Il se qualifie à nouveau pour le tour final en 2012-2013 mais sans parvenir à franchir le premier tour, éliminé cette fois par le Wallonia Walhain.
Deux ans plus tard, le club termine en quatorzième position et est renvoyé en première provinciale limbourgeoise. Il y joue durant deux ans puis, au début de l'année 2017, entame des pourparlers avec son voisin du Groen Star Beek en vue d'une fusion. Celle-ci se concrétise rapidement et en fin de saison, les deux entités fusionnent sous le nom de Groen Star Bree-Beek, conservant le matricule 7314 de Beek. Le matricule 2583 de Bree est radié par l'Union Belge.

## Résultats dans les divisions nationales
Statistiques clôturées, club disparu

### Palmarès
- 1 fois champion de Promotion en 1975.

### Bilan
| Niv | Divisions     | Jouées | Titres | TM Up | TM Down |
| --- | ------------- | ------ | ------ | ----- | ------- |
| I   | 1re nationale | 0      | 0      |       |         |
| II  | 2e nationale  | 0      | 0      |       |         |
| III | 3e nationale  | 4      | 0      |       |         |
| IV  | 4e nationale  | 28     | 1      | 2     |         |
| V   | 5e nationale  | 0      | 0      |       |         |
|     |               |        |        |       |         |
|     | TOTAUX        | 32     | 1      | 2     | 0       |

- TM Up : test-match pour départager des égalités, ou toutes formes de Barrages ou de Tour final pour une montée éventuelle.
- TM Down : test-match pour départager des égalités, ou toutes formes de Barrages ou de Tour final pour le maintien.

### Classements saison par saison
| Ordre               | Saison  | Nom du club                                         | Niveau                                              | Classement final                                    | Remarques                                           |
| ------------------- | ------- | --------------------------------------------------- | --------------------------------------------------- | --------------------------------------------------- | --------------------------------------------------- |
| 1                   | 1969-70 | SK Bree                                             | Promotion série D                                   | 5e/16                                               |                                                     |
| 2                   | 1970-71 | SK Bree                                             | Promotion série C                                   | 16e/16                                              | Relégué!                                            |
| séries provinciales |         |                                                     |                                                     |                                                     |                                                     |
| 3                   | 1972-73 | SK Bree                                             | Promotion série C                                   | 3e/16                                               |                                                     |
| 4                   | 1973-74 | SK Bree                                             | Promotion série D                                   | 4e/16                                               |                                                     |
| 5                   | 1974-75 | SK Bree                                             | Promotion série B                                   | 1er/16                                              | Champion et promu!                                  |
| 6                   | 1975-76 | SK Bree                                             | Division 3 série B                                  | 10e/16                                              |                                                     |
| 7                   | 1976-77 | SK Bree                                             | Division 3 série B                                  | 10e/16                                              |                                                     |
| 8                   | 1977-78 | SK Bree                                             | Division 3 série B                                  | 10e/16                                              |                                                     |
| 9                   | 1978-79 | SK Bree                                             | Division 3 série B                                  | 15e/16                                              | Relégué!                                            |
| 10                  | 1979-80 | SK Bree                                             | Promotion série C                                   | 7e/16                                               |                                                     |
| 11                  | 1980-81 | SK Bree                                             | Promotion série D                                   | 9e/16                                               |                                                     |
| 12                  | 1981-82 | SK Bree                                             | Promotion série C                                   | 3e/16                                               |                                                     |
| 13                  | 1982-83 | SK Bree                                             | Promotion série D                                   | 5e/16                                               |                                                     |
| 14                  | 1983-84 | SK Bree                                             | Promotion série C                                   | 11e/16                                              |                                                     |
| 15                  | 1984-85 | SK Bree                                             | Promotion série C                                   | 7e/16                                               |                                                     |
| 16                  | 1985-86 | SK Bree                                             | Promotion série B                                   | 15e/16                                              | Relégué!                                            |
| séries provinciales |         |                                                     |                                                     |                                                     |                                                     |
| 17                  | 1992-93 | KSK Bree                                            | Promotion série C                                   | 10e/16                                              |                                                     |
| 18                  | 1993-94 | KSK Bree                                            | Promotion série C                                   | 7e/16                                               |                                                     |
| 19                  | 1994-95 | KSK Bree                                            | Promotion série C                                   | 7e/16                                               |                                                     |
| 20                  | 1995-96 | KSK Bree                                            | Promotion série C                                   | 7e/16                                               |                                                     |
| 21                  | 1996-97 | KSK Bree                                            | Promotion série C                                   | 16e/16                                              | Relégué!                                            |
| séries provinciales |         |                                                     |                                                     |                                                     |                                                     |
| 22                  | 2000-01 | KSK Bree                                            | Promotion série C                                   | 11e/16                                              |                                                     |
| 23                  | 2001-02 | KSK Bree                                            | Promotion série C                                   | 16e/16                                              | Relégué!                                            |
| séries provinciales |         |                                                     |                                                     |                                                     |                                                     |
| 24                  | 2004-05 | KSK Bree                                            | Promotion série C                                   | 7e/16                                               |                                                     |
| 25                  | 2005-06 | KSK Bree                                            | Promotion série C                                   | 10e/16                                              |                                                     |
| 26                  | 2006-07 | KSK Bree                                            | Promotion série C                                   | 15e/16                                              | Relégué!                                            |
| séries provinciales |         |                                                     |                                                     |                                                     |                                                     |
| 27                  | 2009-10 | KSK Bree                                            | Promotion série C                                   | 11e/16                                              |                                                     |
| 28                  | 2010-11 | KSK Bree                                            | Promotion série C                                   | 4e/16                                               |                                                     |
| 29                  | 2011-12 | KSK Bree                                            | Promotion série C                                   | 4e/16                                               | Tour final                                          |
| 30                  | 2012-13 | KSK Bree                                            | Promotion série C                                   | 3e/18                                               | Tour final                                          |
| 31                  | 2013-14 | KSK Bree                                            | Promotion série C                                   | 6e/16                                               |                                                     |
| 32                  | 2014-15 | KSK Bree                                            | Promotion série C                                   | 14e/16                                              | Relégué!                                            |
| séries provinciales |         |                                                     |                                                     |                                                     |                                                     |
| X                   | 2017    | Fusion avec le GS Beek, le matricule 2583 est radié | Fusion avec le GS Beek, le matricule 2583 est radié | Fusion avec le GS Beek, le matricule 2583 est radié | Fusion avec le GS Beek, le matricule 2583 est radié |